# Championnat de France de rugby à XV 1974-1975
Navigation
Édition précédente Édition suivante
Pour la dernière fois, l'élite est constituée de 64 clubs (huit groupes de huit clubs), elle sera réduite à 40 clubs par la suite. À l'issue de la phase qualificative, les quatre premières équipes de chaque groupe sont qualifiés pour les 1/16e de finale. L'épreuve se poursuit ensuite par élimination sur un match à chaque tour. Les trois dernières équipes de chaque poule descendent dans le nouveau Groupe B de première division qui comprend 40 clubs.
L'AS Béziers remporte le Championnat de France de rugby à XV de première division 1974-1975 après avoir battu le CA Brive en finale.
L'AS Béziers remporte un quatrième titre pendant les années 70, Brive échoue pour la troisième fois en finale.

## Phase de qualification
Les équipes sont listées dans leur ordre de classement à l'issue de la phase qualificative. Le nom des équipes  qualifiées pour les 16e de finale est en gras.
| - AS Béziers - RC Toulon - Saint-Jean-de-Luz OR - Saint-Girons SC - SO Chambéry - Castres olympique - Cahors rugby - UA Gaillac         | - RC Narbonne - Racing club de France - Valence sportif - FC Lourdes - US Montauban - CO Le Creusot - AS Saint-Médard - FC Grenoble   | - CA Brive - CA Bègles - RC Vichy - Stade montois - US Marmande - FC Auch - SC Mazamet - Stade dijonnais                                  |
| - AS Montferrand - Section paloise - US bressane - Stade lavelanétien - FC Oloron - SC Angoulême - Tyrosse RCS - Stade bordelais UC     | - RRC Nice - Lyon OU - Stade bagnérais - ES Avignon Saint-Saturnin - Biarritz olympique - SC Graulhet - US Carmaux - RC Châteaurenard | - Stadoceste tarbais - Stade aurillacois - Aviron bayonnais - Stade montchaninois - CA Périgueux - FC Saint-Claude - SC Albi - US Oyonnax |
| - La Voulte sportif - USA Perpignan - SA Mérignac - Stade rochelais - CS Bourgoin-Jallieu - Stade beaumontois - US Bergerac - US Salles | - SU Agen - US Dax - Stade toulousain - US Romans - SC Tulle - Boucau stade - CA Castelsarrasin - US Quillan                          | |

## Seizièmes de finale
Les équipes dont le nom est en caractères gras sont qualifiées pour les huitièmes de finale.
| Équipe 1              | Équipe 2                  | Résultat |
| --------------------- | ------------------------- | -------- |
| AS Béziers            | Saint-Girons SC           | 25-6     |
| RC Toulon             | Stade toulousain          | 16-9     |
| Stadoceste tarbais    | US Romans                 | 19-15    |
| Section paloise       | Saint-Jean-de-Luz OR      | 20-4     |
| AS Montferrand        | Stade rochelais           | 14-6     |
| Racing club de France | Stade montois             | 40-0     |
| RRC Nice              | ES Avignon Saint-Saturnin | 6-15     |
| Stade aurillacois     | Aviron bayonnais          | 20-6     |
| CA Brive              | Montchanin                | 4-0      |
| CA Bègles             | Stade bagnérais           | 3-9      |
| La Voulte sportif     | FC Lourdes                | 10-19    |
| US Dax                | US bressane               | 10-6     |
| RC Narbonne           | Stade lavelanétien        | 9-3      |
| Lyon OU               | Valence sportif           | 21-4     |
| SU Agen               | RC Vichy                  | 17-9     |
| USA Perpignan         | SA Mérignac               | 19-0     |

## Huitièmes de finale
Les équipes dont le nom est en caractères gras sont qualifiées pour les quarts de finale.
| Équipe 1                  | Équipe 2              | Résultat |
| ------------------------- | --------------------- | -------- |
| AS Béziers                | RC Toulon             | 13-7     |
| Stadoceste tarbais        | Section paloise       | 11-3     |
| AS Montferrand            | Racing club de France | 4-7      |
| ES Avignon Saint-Saturnin | Stade aurillacois     | 6-0      |
| CA Brive                  | Stade bagnérais       | 35-13    |
| FC Lourdes                | US Dax                | 35-13    |
| RC Narbonne               | Lyon OU               | 14-9     |
| SU Agen                   | USA Perpignan         | 14-9     |

## Quarts de finale
Les équipes dont le nom est en caractères gras sont qualifiées pour les demi-finales.
| Équipe 1              | Équipe 2                  | Résultat |
| --------------------- | ------------------------- | -------- |
| AS Béziers            | Stadoceste tarbais        | 19-4     |
| Racing club de France | ES Avignon Saint-Saturnin | 18-7     |
| CA Brive              | FC Lourdes                | 14-9     |
| RC Narbonne           | SU Agen                   | 9-6      |

## Demi-finales
| Équipe 1   | Équipe 2              | Résultat |
| ---------- | --------------------- | -------- |
| AS Béziers | Racing club de France | 16-3     |
| CA Brive   | RC Narbonne           | 20-13    |

## Finale
| Équipes        | AS Béziers - CA Brive |
| Score          | 13-12 |
| Date           | 18 mai 1975 |
| Stade          | Parc des Princes |
| Arbitre        | Jacques Saint-Guilhem |
| Les équipes    | |
| AS Béziers     | Titulaires : Armand Vaquerin, Christian Prax, Alain Paco, Georges Senal, Michel Palmié, Olivier Saïsset, Gérard Rousset, Alain Estève, Richard Astre, Henri Cabrol, René Séguier, Jean-Pierre Pesteil, Daniel Cosentino, Claude Casamitjana, Jack Cantoni Remplaçant : Gérard Lavagne                                            |
| CA Brive       | Titulaires : Serge Pasquier, Patrick Louchart, Jean-Pierre Dales, Jean-Claude Rossignol, Roger Fite, Michel Yachvili, Jean-Luc Joinel, Gérard Magnac, Michel Pebeyre, Jean-Claude Roques, Jean-Jacques Gourdy, Christian Badin, Jacques Coq, Jean-Pierre Puidebois, Alain Marot Remplaçants : Pierre Balineau, Frédéric Desnoyer |
| Points marqués | |
| AS Béziers     | 1 essai de Séguier, 3 pénalités de Cabrol |
| CA Brive       | 1 essai de Pebeyre, 1 transformation et 2 pénalités de Puidebois |

## Statistiques
Les statistiques incluent la phase finale.

### Meilleurs réalisateurs
Lucien Pariès est le meilleur réalisateur de la saison avec 168 points inscrits.
| Rang | Joueur          | Club                | Points |
| ---- | --------------- | ------------------- | ------ |
| 1    | Lucien Pariès   | RC Narbonne         | 168    |
| 2    | Michel Ollé     | Section paloise     | 140    |
| 3    | Georges Michel  | Stadoceste tarbais  | 126    |
| 4    | Pierre Pommier  | Lyon OU             | 123    |
| 5    | Claude Lacaze   | RRC Nice            | 122    |
| 6    | Henri Cabrol    | AS Béziers          | 111    |
| 7    | Michel Taffary  | Racing CF           | 107    |
| 8    | René Bergès-Cau | FC Lourdes          | 106    |
| -    | Guy Betbeder    | CS Bourgoin-Jallieu | 106    |
| 10   | Jacques Servien | US Romans           | 103    |

### Meilleurs marqueurs
Laurent Desnoyer est le meilleur marqueur avec 23 essais marqués.
| Rang | Joueur             | Club               | Essais |
| ---- | ------------------ | ------------------ | ------ |
| 1    | Laurent Desnoyer   | CA Brive           | 23     |
| 2    | Olivier Saïsset    | AS Béziers         | 18     |
| -    | René Séguier       | AS Béziers         | 18     |
| 4    | Daniel Dumas       | RC Narbonne        | 15     |
| 5    | Claude Casamitjana | AS Béziers         | 14     |
| 6    | Jean-Luc Averous   | La Voulte sportif  | 11     |
| 7    | Jean-Charles Amade | Biarritz olympique | 10     |
| -    | Claude Fontana     | USA Perpignan      | 10     |
| -    | Yves Fongaro       | SU Agen            | 10     |